# Cannabis y sexo

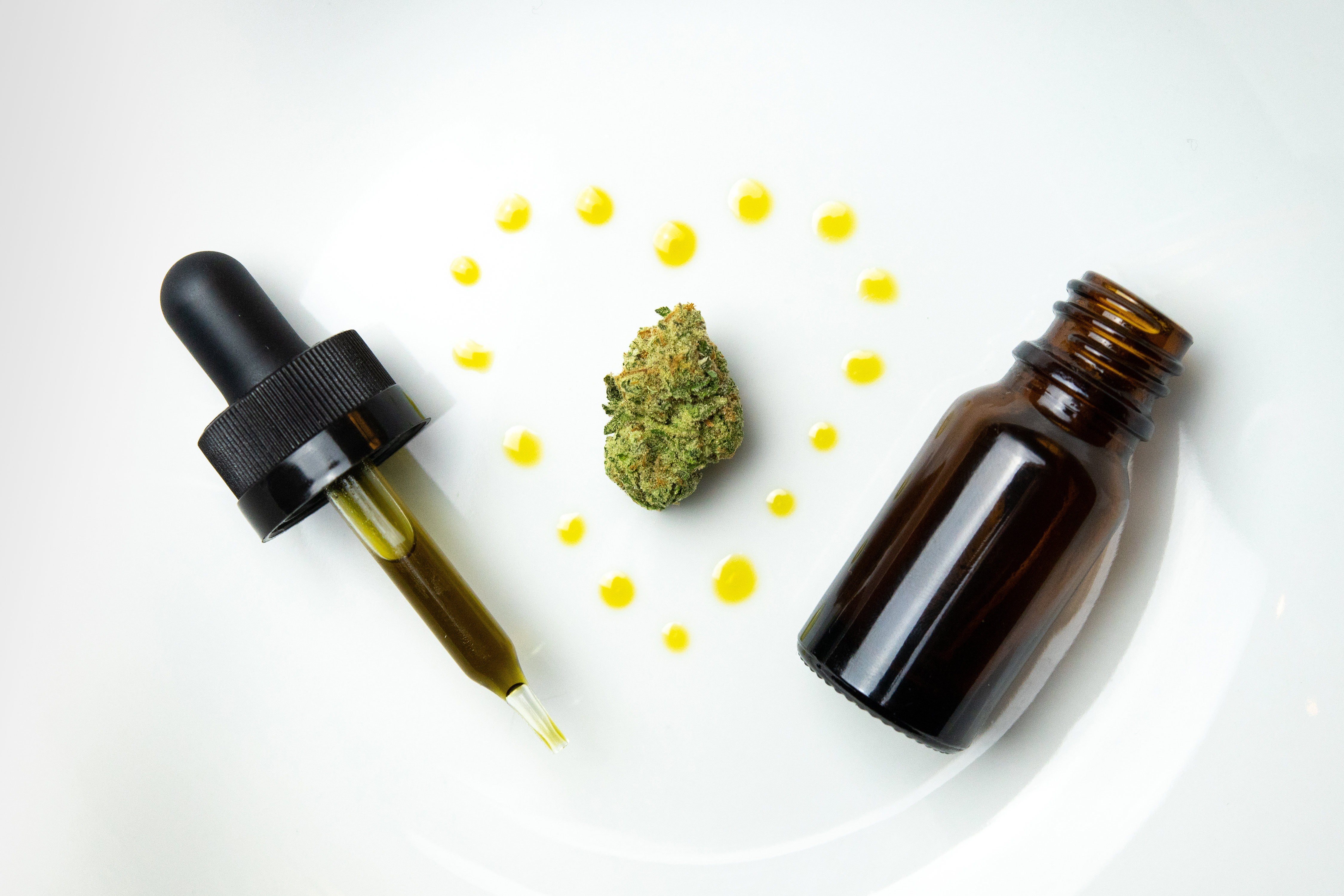
Un corazón de aceite de cannabis junto a un gotero y un cogollo de marihuana

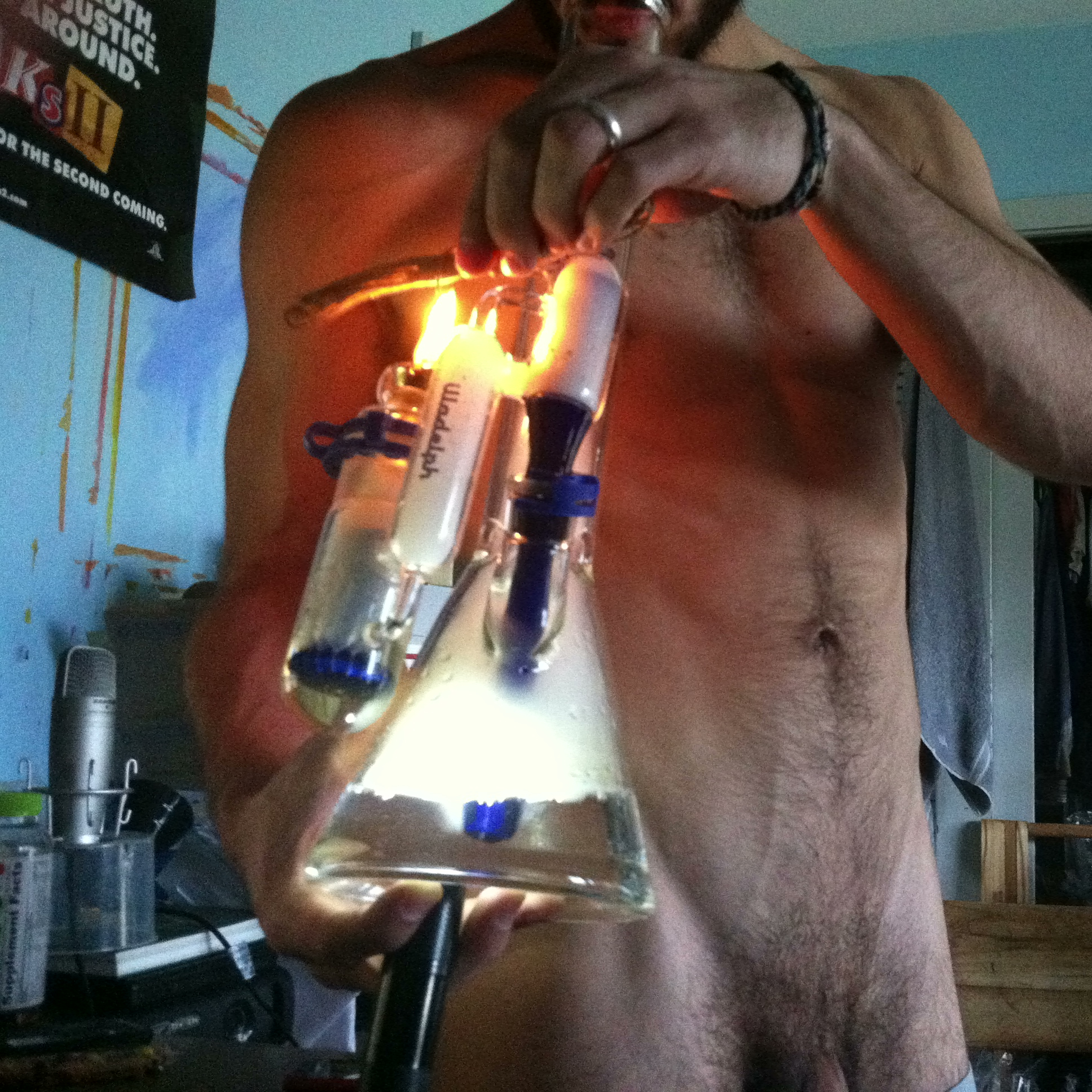
Fumando de un bong antes de realizar el acto

Existe la creencia popular de que el consumo de marihuana mejora el placer sexual. Sin embargo, existe limitada investigación científica sobre los efectos de la marihuana y el sexo, y aún no se ha verificado tal fenómeno. La falta de investigación se debe, en parte a las estrictas políticas de drogas lideradas por Estados Unidos que se centran en la prohibición. Además, los efectos son difíciles de estudiar porque la excitación y el funcionamiento sexuales son en sí mismos extremadamente complejos y difieren de un individuo a otro. Además, la marihuana afecta a las personas de manera diferente. Como resultado, es todo un desafío estudiar el tema. Hombres y mujeres reportan un mayor placer sexual después de consumir marihuana, pero no existe evidencia científica directa de los efectos sobre los componentes fisiológicos del ciclo de respuesta sexual al consumir la droga.

## Investigaciones
La investigación de los efectos de la marihuana y el sexo en humanos se limita hasta ahora al estudios de autoinformes. Este tipo de estudio tiene desventajas porque requiere que las personas recuerden con precisión cuánto consumieron y sus efectos, mientras que los investigadores no tienen forma de verificar ninguna de las respuestas. En estos estudios, la mayoría de hombres y mujeres que consumieron marihuana antes de tener relaciones sexuales informaron de que experimentaron un mayor placer que sin ella. Los investigadores creen que este aumento reportado en el placer sexual con la marihuana es, probablemente, el resultado de los efectos de la droga en los sentidos. En particular, los usuarios manifiestan sentirse más relajados.
Hay algunas investigaciones que sugieren que la cantidad de marihuana consumida afecta la experiencia. En un estudio, el 59% de los usuarios pensó que el placer sexual aumentaba después de fumar un porro. Sin embargo, menos de la mitad (39%) pensaba que consumir más de un porro proporcionaba una mejor experiencia adicional. Además, se registra que la utilización de grandes dosis de marihuana ha funcionado como depresor sexual en India.
No está claro si el consumo de marihuana afecta la calidad de los orgasmos. Poco más de la mitad de los consumidores masculinos, y un porcentaje más bajo de consumidoras mujeres afirmaron que mejoraba sus orgasmos. En un pequeño estudio publicado en 1979, de 84 estudiantes graduados, la mayoría de los cuales eran hombres, aquellos que afirmaron ser «fumadores experimentados» creían que aumentaba la intensidad de sus orgasmos y que le consideraban un afrodisíaco. En el mismo sentido, algunos estudios más recientes confirmarían tal hipótesis.
Masters y Johnson sobre los efectos del consumo de marihuana en el sexo demostraron que producía pocas mejoras fisiológicas significativas. El estudio de cinco años finalizó en 1979, con un tamaño de muestra de 800 hombres y 500 mujeres, cuyas edades oscilaron entre los 18 y los 30 años. En este estudio, las mujeres no informaron de ningún aumento de la lubricación vaginal, y los hombres no informaron de mejoras en el mantenimiento de las erecciones o un aumento de la firmeza del pene.
Desde otra perspectiva, un estudio más reciente en 2017 en el Journal of Sexual Medicine, se analizó datos de la gran Encuesta Nacional de Crecimiento Familiar representativa a nivel nacional que incluyó a más de 28 000 mujeres y casi 23 000 hombres. En él se revisó las respuestas a la encuesta sobre la frecuencia con la que habían consumido marihuana y tenido relaciones sexuales en las cuatro semanas anteriores a la encuesta. Y sobre la cuestión se encontró que las mujeres que consumían cannabis a diario tenían un promedio de 7,1 encuentros sexuales en las cuatro semanas anteriores en comparación con 6 para las que nunca lo consumían. Los hombres que consumían marihuana a diario afirmaron haber tenido relaciones sexuales 6,9 veces en promedio en comparación con 5,6 veces en los hombres que nunca la consumieron.
También ha habido alguna evidencia de efectos negativos por el consumo de marihuana durante el sexo. Algunos estudios muestran una correlación entre el consumo crónico de marihuana y la reducción de los niveles de testosterona en los hombres. Además, se ha descubierto que el uso intensivo de marihuana reduce el recuento de espermatozoides en hombres sanos. Esta reducción en el recuento de espermatozoides se puede revertir. El uso crónico de marihuana también está relacionado con una disminución en el rendimiento sexual, en contrapartida al aumento de la excitación sexual.

## Productos
Existen algunos productos para uso durante el sexo en base a infusiones de cannabis, como lubricantes y aceites para masajes con cannabidiol y tetrahidrocannabinol.